# 奧利·昆納里
奧利·昆納里（芬蘭語：Olli Kunnari；1982年2月2日—）是一位芬蘭排球運動員。他現在效力於希臘排球聯賽球隊奧林匹亞科斯。他也代表芬蘭國家男子排球隊參賽。